# 小船幸次郎
小船 幸次郎（こぶね こうじろう、1907年4月4日 - 1982年2月17日）は日本の作曲家、指揮者である。

## 人物
横浜市生まれ。出生時の名は幸太郎。父が横浜の羽衣座という演芸場に関係していたので、幼時は日本音楽と演劇が身近な環境に育った。18歳の頃に作曲を志して独学し、1936年、30歳の時にチェレプニンに指導を受けたのみである。指揮法は15歳の頃より独学し、1937年にローゼンシュトックに師事した。
1932年に八十島外衛らと共に新交響楽団を離れ、横浜交響楽団の旗揚げに踏み切った。
1938年、第6回毎日音楽コンクールに《序曲第1番》が第1位入選、同年新響第2回邦人作品コンクールに《祭りの頃》が入選、日本放送協会募集管弦楽に《組曲第1番》が入選した。1939年には《弦楽四重奏曲第1番》（1936年）が第17回国際現代音楽祭に入選し、ポーランドで行われた音楽祭で演奏された。
1939年1月、作曲した「絃楽四重奏曲第一」が国際現代音楽祭で入選。同年、イタリアからの招聘に応じて渡欧。
1939年、日伊協会より選ばれてイタリアへ留学し、ローマのサンタ・チェチーリア音楽院に入学し、指揮法をモリナーリについて学ぶ、同年秋、ポーランドのワルシャワでワルシャワ交響楽団、またローマ放送局、ヘルシンキ放送局の交響楽団を指揮して、現代日本の管弦楽曲の紹介演奏をした。ヨーロッパ滞在中はマリピエロ、シベリウスと会見、帰国後は新交響楽団を中心に指揮者として活躍した。
1943年12月より3ヶ月間、新交響楽団の招聘により満州へ渡り、演奏向上を図った。
戦後は新作曲派協会に加盟して作品発表を行い、また横浜交響楽団の指揮者及び横浜国立大学講師、PL学園女子短期大学教授を務めた。
また夫人がギター奏者であった関係から、《ソナチネ》などのギター独奏曲を作曲し、1959年からは東京ギターアカデミーを主宰した。《ギター和声学》《ギターのための楽典》の著書がある。